# Industriedistrikt
Als Industriedistrikt (engl.: industrial district) bezeichnet man eine spezielle Form regionaler Produktionsnetzwerke, die auf einen gemeinsamen Absatzmarkt ausgerichtet sind. Der Begriff beschreibt Formen der intraregionalen Kooperation von meist kleinen und mittleren Unternehmen einer Branche, die sich unter anderem durch gleichartige Bedarfe (Rohstoffe usw.), eine ähnliche Technologie und Arbeitskraftstruktur, soziokulturelle Verbundenheit und unternehmensübergreifende Arbeitsteilung auszeichnen. Dies beinhaltet heute oft die Organisation gemeinsamer Aus- und Fortbildungseinrichtungen.

## Theorie und Forschungsgeschichte
Das Konzept findet sich erstmals in der Arbeit The Pure Theory of Domestic Value (entstanden zwischen 1873 und 1877) des britischen Ökonomen Alfred Marshall, der es in seinem Hauptwerk Principles of Economics (1920) weiter präzisiert. Der Begriff wurde von den Autoren der Cambridge School der Volkswirtschaftslehre aus grenznutzentheoretischer Perspektive weiterentwickelt, die die Wirkung natürlicher Standortvorteile analysierte und Branchen nach dem Grad ihrer Zentralisation (Ansiedlung an wenigen Standorten) bzw. Dispersion (räumliche Streuung) untersuchte. Michael Porter gibt dem Konzept noch einmal eine andere Wendung, wenn er sagt, dass globale Wettbewerbsvorteile meist lokal begründet sind.
Die erste systematische Studie zu den Standortfaktoren und der Bildung eines Industriedistrikts war die Arbeit von Sydney Chapman über die Baumwollindustrie in Lancashire, bei der die Verfügbarkeit von Wasserkraft eine große Rolle spielte. Hingegen war die Baumwollindustrie um Glasgow von Anfang an auf Dampfkraft angewiesen.
Der Begriff des Industriedistrikts ist eng verbunden mit dem des Clusters, der heute weitaus häufiger verwendet wird, aber nicht nur eine Ansammlung von Unternehmen mit ähnlicher Faktorstruktur, sondern eine Vielzahl von horizontalen und vertikalen Kooperationsformen bezeichnet. Sofern die Bildung eines Industriedistrikts vor allem auf der Verfügbarkeit von hochqualifizierten Arbeitskräften beruht wie z. B. in Silicon Valley, spricht man auch von einem kreativen Milieu.